# Archiwum Korporacyjne
Archiwum Korporacyjne - Archiwum i Muzeum Polskich Korporacji Akademickich powstało w 2001 r. w Poznaniu. Celem instytucji jest utrwalanie w pamięci społeczeństwa dorobku i tradycji polskich korporacji akademickich, ze szczególnym uwzględnieniem ich charakteru ideowo-wychowawczego. Archiwum gromadzi materiały, informacje i pamiątki związane z działającymi w okresie 1816-1989 polskimi korporacjami akademickimi oraz dane biograficzne zmarłych członków korporacji, a także wspiera rozwój współczesnych polskich korporacji akademickich. Od 2007 r. prowadzone jest Muzeum Polskich Korporacji Akademickich.

## Historia

### Geneza

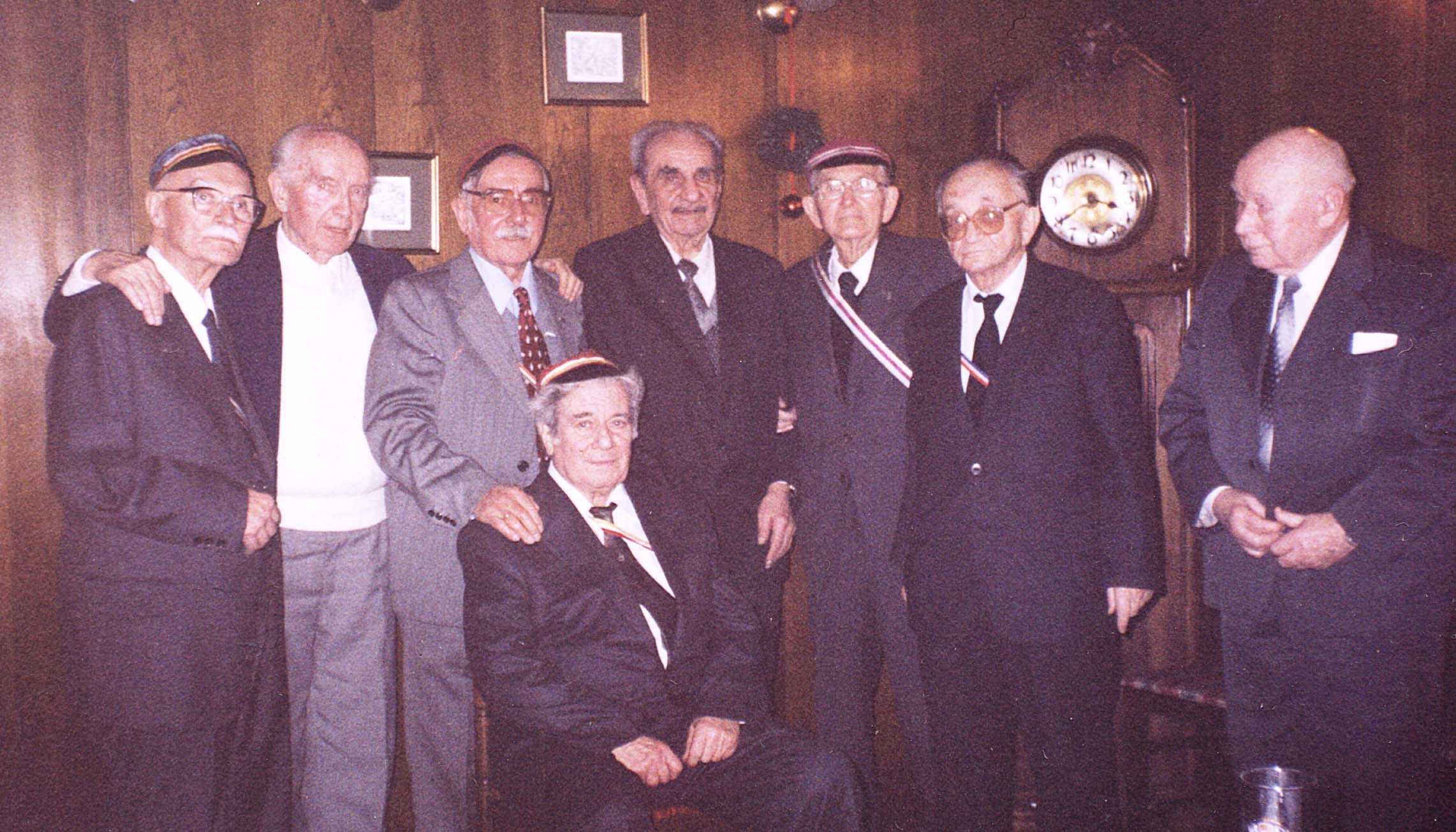
Stowarzyszenie Filistrów Poznańskich Korporacji Akademickich, Poznań 2000 r. (od lewej stoją: Henryk Żuromski (Hermesia), prof. Lech Działoszyński (Masovia), Antoni Wierzchosławski (Masovia), Brunon Preuss (Hermesia), Zygfryd Kordus (Magna-Polonia), Ignacy Marinowicz (Kujawja), dr Józef Krzyżaniak (Chrobria), siedzi Prezes dr Bolesław Skrzypczak (Baltia).

Idea stworzenia instytucji zajmującej się gromadzeniem spuścizny po polskich korporacjach akademickich zaczęła pojawiać się w latach sześćdziesiątych. Ze względu na sytuację społeczno-polityczną działania takie były znacznie utrudnione i miały charakter nieoficjalny. Ich prekursorami byli między innymi: Marek Litwiński (Korporacja Polesia), dr Zygmunt Kuczyński (Korporacja Filomatia Vilnensis), prof. Zbysław Popławski (Korporacja Slavia) oraz mec. Sylwester Kubera (Korporacja Lechia).

### Powstanie Archiwum
Wcześniejsze starania udało się zrealizować dopiero w roku 2001, dzięki działaniom dra Bartłomieja Wróblewskiego i wsparciu Stowarzyszenia Filistrów Poznańskich Korporacji Akademickich oraz Korporacji Lechia. Jego zaczątkiem były przekazane przez dra Józefa Krzyżaniaka (Korporacja Chrobria) 
oraz Zygfryda Wiktora Kordusa (Korporacja Magna-Polonia) dekle, bandy, odznaki oraz inne pamiątki korporacyjne.
W tym samym roku, przy wsparciu przedwojennych korporantów ze Stowarzyszenia Filistrów Poznańskich Korporacji Akademickich (w szczególności Prezesa Stowarzyszenia dr Bolesława Skrzypczaka (Korporacja Baltia)) oraz Stowarzyszenia Filistrów Polskich Korporacji Akademickich w Warszawie (w szczególności prof. Zbysława Popławskiego (Korporacja Slavia) oraz Leona Ter-Oganjana (Korporacja Varsovia), rozpoczęto ogólnopolską akcję zbierania materiałów i pamiątek korporacyjnych.

## Działalność
W ramach podstawowego celu działalności jakim jest utrwalanie w pamięci społeczeństwa dorobku i tradycji polskich korporacji akademickich, Archiwum Korporacyjne gromadzi, porządkuje i udostępnia materiały związane z historią korporacji akademickich oraz wspiera i promuje rozwój współczesnych polskich korporacji akademickich.
Działania Archiwum Korporacyjnego wspierane są przez Fundację "Polskie Korporacje Akademickie", Stowarzyszenie Filistrów Korporacji Akademickich oraz Poznańskie Koło Międzykorporacyjne.

### Gromadzenie i porządkowanie spuścizny korporacyjnej

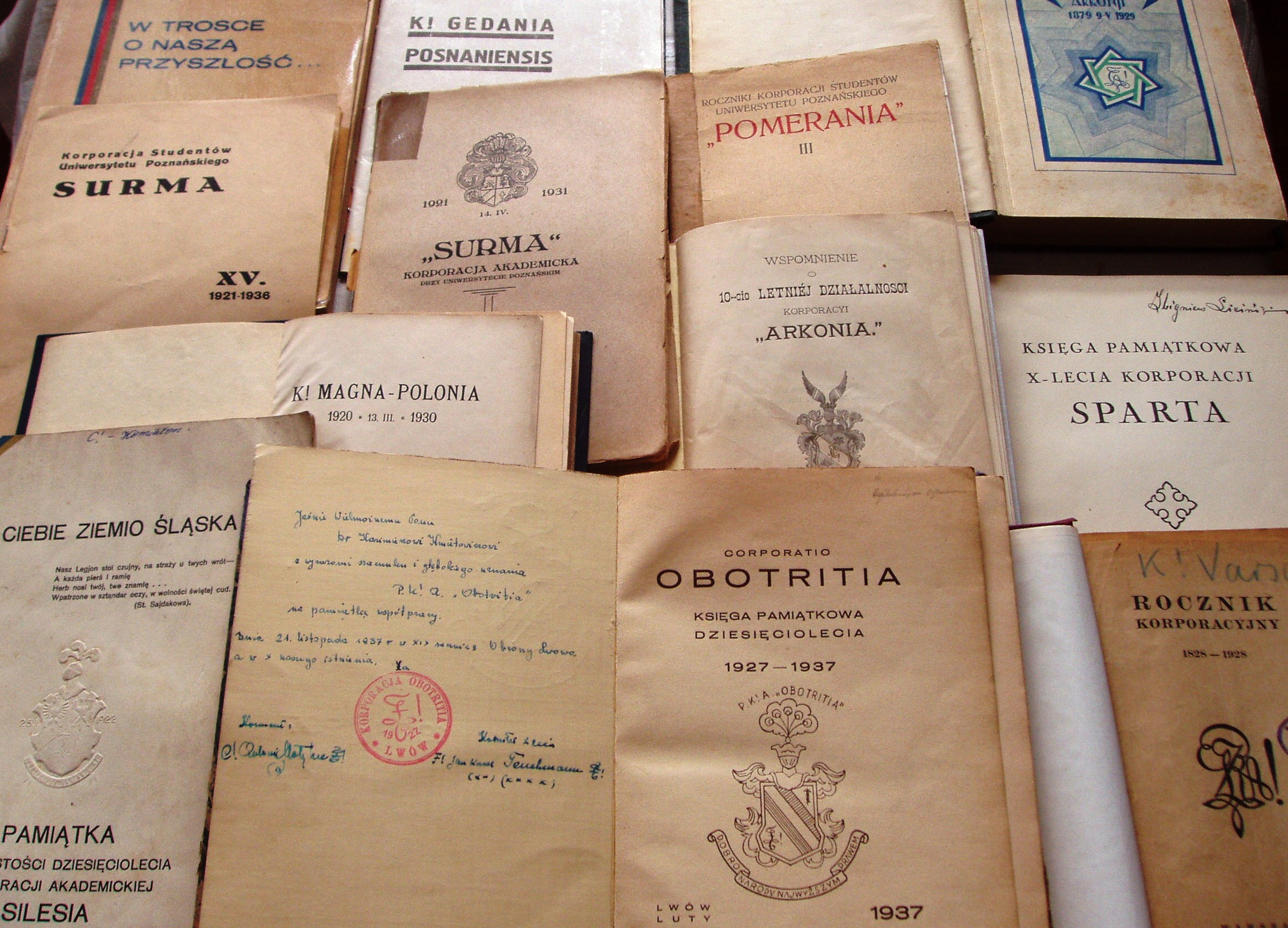
Księgi pamiątkowe korporacji akademickich z lat 1889-1937.

Dzięki prowadzonym od 2001 r. działaniom w Archiwum Korporacyjnym zgromadzono kilka tysięcy pozycji dokumentujących historię polskiego ruchu korporacyjnego, w tym między innymi kilkadziesiąt oryginalnych czapek korporanckich (tzw. dekli), ponad sto szarf (tzw. band) i odznak (tzw. cyrkli korporacyjnych), kilka tysięcy przedwojennych fotografii, czasopism, wydawnictw oraz dokumentów.
Związane są one z ponad 100 polskimi korporacjami i związkami międzykorporacyjnymi działającymi przed I wojną światową w Dorpacie, Rydze, Wiedniu i Czerniowcach, w okresie II Rzeczypospolitej w Wilnie, Warszawie, Lwowie, Gdańsku, Poznaniu, Lublinie, Krakowie, Kownie i Wiedniu oraz w okresie powojennym w kraju i na emigracji w Warszawie, Poznaniu, Krakowie, Londynie, Chicago oraz Montrealu. Zebrane materiały są opisywane, porządkowane i katalogowane.

### Muzeum Polskich Korporacji Akademickich
Ważnym zadaniem Archiwum Korporacyjnego jest prezentowanie zgromadzonych materiałów, informacji oraz pamiątek dotyczących historii i tradycji polskich korporacji akademickich. W tym celu w 2007 r. stworzone zostało wirtualne Muzeum Polskich Korporacji Akademickich. Prezentuje ono dzieje polskiego ruchu korporacyjnego ilustrując je zgromadzonymi w Archiwum Korporacyjnym zbiorami. Znalazło się w nim około 250 stron opracowań poświęconych historii polskich korporacji akademickich oraz kilkaset fotografii. Prezentowane zbiory są systematycznie rozszerzane.

### Reaktywacje korporacji
Archiwum Korporacyjne wspiera reaktywację oraz tworzenie nowych korporacji akademickich. Dzięki zebranym pamiątkom odtworzono w latach 2002-2009 insygnia reaktywowanych w tym czasie korporacji: Chrobrii, Baltii, Magna-Polonii, Masovii, Z.A.G. Wisła, Hermesii, Surmy, Slavii oraz Romy. Udostępniono także insygnia korporacji Lauda oraz Polesia, których reaktywacja planowana jest w przyszłości.

### Inne działania
W ramach Archiwum Korporacyjnego podejmowane są inne akcje i działania.
Od 2001 r. zbiory udostępniane są czynnie działającym korporacjom akademickim. Ze zgromadzonych w Archiwum materiałów korzystało w ostatnich latach większość czynnie działających obecnie w Polsce korporacji (Gdańsk, Warszawa, Poznań, Toruń, Lublin, Wrocław). Zbiory wykorzystywane są w badaniach naukowych w Polsce i za granicą, a także w pracach publicystycznych.
W roku akademickim 2006–2007 zarejestrowano wywiady z kilkudziesięcioma przedwojennymi członkami polskich korporacji akademickich.
W 2007 r. Archiwum Korporacyjne włączyło się w organizację wystaw poświęconych w całości bądź w części historii i tradycjom polskich korporacji akademickich. Brano udział między innymi w ekspozycji: "Dwudziestolecie. Oblicza nowoczesności" na Zamku Królewskim w Warszawie (11 XI 2008 - 10 II 2009) oraz "Tradycja zobowiązuje - ruch korporacyjny w Poznaniu dawniej i dziś" na Uniwersytecie im. A. Mickiewicza oraz Politechnice Poznańskiej (4 XI - 15 XII 2008 r.).
W 2008 r. z inicjatywy Archiwum Korporacyjnego Stowarzyszenie Filistrów Korporacji Akademickich rozpoczęło prace nad ufundowaniem trzech tablic pamiątkowych poświęconych przedwojennym członkom polskich korporacji akademickich, a w szczególności korporantom-powstańcom wielkopolskim, korporantom-rektorom Uniwersytetu Poznańskiego i korporantom-ofiarom mordu katyńskiego. Okazją do podjęcia tych działań są przypadające okrągłe rocznice Powstania Wielkopolskiego (2008/2009, 90. rocznica), powstania Uniwersytetu i pierwszych korporacji w Poznaniu (2009/2010, także 90. rocznica) oraz rocznica ujawnienia mordu katyńskiego (2013, 70. rocznica). Pierwsza z tablic odsłonięta została w styczniu 2009 r. przy Placu Wolności w Poznaniu.